# Langues tchadiques occidentales
Les langues tchadiques occidentales sont une sous-branche de la famille des langues chamito-sémitiques, principalement parlées au Niger et au Nigeria. L’haoussa, la langue tchadique comptant le plus de locuteurs, fait partie de cette sous-branche et est une langue véhiculaire dans plusieurs pays d’Afrique de l’Ouest.

## Langues
| nord | bure, karekare, bole, gera, geruma, deno, galambu, giiwo, kubi, ngamo, maaka (maagha), ɓeele, daza (dazawa), ?pali |
|      | bure, karekare, bole, gera, geruma, deno, galambu, giiwo, kubi, ngamo, maaka (maagha), ɓeele, daza (dazawa), ?pali |
| sud  | kwaami, pero, piya-kwonci, kholok, nyam, kushi (goji), kutto (kupto), tangale, dera (kanakuru)                     |
|      | kwaami, pero, piya-kwonci, kholok, nyam, kushi (goji), kutto (kupto), tangale, dera (kanakuru)                     |

|  | angas, mwaghavul, cakfem-mushere, jorto, kofyar, miship (chip), goemai, koenoem, montol, pyapun, tal |
|  | |

|  | fyer, tambas, bokkos, daffo-butura, shagawu, duhwa (karfa), kulere, mundat, sha |
|  |                                                                                 |

| nord | bure, karekare, bole, gera, geruma, deno, galambu, giiwo, kubi, ngamo, maaka (maagha), ɓeele, daza (dazawa), ?pali |
|      | bure, karekare, bole, gera, geruma, deno, galambu, giiwo, kubi, ngamo, maaka (maagha), ɓeele, daza (dazawa), ?pali |
| sud  | kwaami, pero, piya-kwonci, kholok, nyam, kushi (goji), kutto (kupto), tangale, dera (kanakuru)                     |
|      | kwaami, pero, piya-kwonci, kholok, nyam, kushi (goji), kutto (kupto), tangale, dera (kanakuru)                     |

|  | angas, mwaghavul, cakfem-mushere, jorto, kofyar, miship (chip), goemai, koenoem, montol, pyapun, tal |
|  | |

|  | fyer, tambas, bokkos, daffo-butura, shagawu, duhwa (karfa), kulere, mundat, sha |
|  |                                                                                 |

|  | ɗuwai ; bade, shira (†), ngizim, teshenawa (†), auyokawa (†) |
|  |                                                              |

|  | pa'a ; warji, diri, ciwogai, kariya (vinahə), mburku, miya, siri, zumbun (jimbin), ajawa (†) |
|  |                                                                                              |

|  | ɗuwai ; bade, shira (†), ngizim, teshenawa (†), auyokawa (†) |
|  |                                                              |

|  | pa'a ; warji, diri, ciwogai, kariya (vinahə), mburku, miya, siri, zumbun (jimbin), ajawa (†) |
|  |                                                                                              |

| zaar     | dass ; geji, polci (polchi), saya, zari, zeem |
|          | dass ; geji, polci (polchi), saya, zari, zeem |
| guruntum | guruntum-mbaaru, ju, tala, zangwal            |
|          | guruntum-mbaaru, ju, tala, zangwal            |
| boghom   | jimi, jum ; boghom, kir-balar, mangas         |
|          | jimi, jum ; boghom, kir-balar, mangas         |

| nord | bure, karekare, bole, gera, geruma, deno, galambu, giiwo, kubi, ngamo, maaka (maagha), ɓeele, daza (dazawa), ?pali |
|      | bure, karekare, bole, gera, geruma, deno, galambu, giiwo, kubi, ngamo, maaka (maagha), ɓeele, daza (dazawa), ?pali |
| sud  | kwaami, pero, piya-kwonci, kholok, nyam, kushi (goji), kutto (kupto), tangale, dera (kanakuru)                     |
|      | kwaami, pero, piya-kwonci, kholok, nyam, kushi (goji), kutto (kupto), tangale, dera (kanakuru)                     |

|  | angas, mwaghavul, cakfem-mushere, jorto, kofyar, miship (chip), goemai, koenoem, montol, pyapun, tal |
|  | |

|  | fyer, tambas, bokkos, daffo-butura, shagawu, duhwa (karfa), kulere, mundat, sha |
|  |                                                                                 |

| nord | bure, karekare, bole, gera, geruma, deno, galambu, giiwo, kubi, ngamo, maaka (maagha), ɓeele, daza (dazawa), ?pali |
|      | bure, karekare, bole, gera, geruma, deno, galambu, giiwo, kubi, ngamo, maaka (maagha), ɓeele, daza (dazawa), ?pali |
| sud  | kwaami, pero, piya-kwonci, kholok, nyam, kushi (goji), kutto (kupto), tangale, dera (kanakuru)                     |
|      | kwaami, pero, piya-kwonci, kholok, nyam, kushi (goji), kutto (kupto), tangale, dera (kanakuru)                     |

|  | angas, mwaghavul, cakfem-mushere, jorto, kofyar, miship (chip), goemai, koenoem, montol, pyapun, tal |
|  | |

|  | fyer, tambas, bokkos, daffo-butura, shagawu, duhwa (karfa), kulere, mundat, sha |
|  |                                                                                 |

|  | ɗuwai ; bade, shira (†), ngizim, teshenawa (†), auyokawa (†) |
|  |                                                              |

|  | pa'a ; warji, diri, ciwogai, kariya (vinahə), mburku, miya, siri, zumbun (jimbin), ajawa (†) |
|  |                                                                                              |

|  | ɗuwai ; bade, shira (†), ngizim, teshenawa (†), auyokawa (†) |
|  |                                                              |

|  | pa'a ; warji, diri, ciwogai, kariya (vinahə), mburku, miya, siri, zumbun (jimbin), ajawa (†) |
|  |                                                                                              |

| zaar     | dass ; geji, polci (polchi), saya, zari, zeem |
|          | dass ; geji, polci (polchi), saya, zari, zeem |
| guruntum | guruntum-mbaaru, ju, tala, zangwal            |
|          | guruntum-mbaaru, ju, tala, zangwal            |
| boghom   | jimi, jum ; boghom, kir-balar, mangas         |
|          | jimi, jum ; boghom, kir-balar, mangas         |